# Липпинкотт, Уильям Генри
Уильям Генри Липпинкотт (англ. William Henry Lippincott; 1849—1920) — американский художник портретист и пейзажист, также писал бытовые сцены.

## Биография

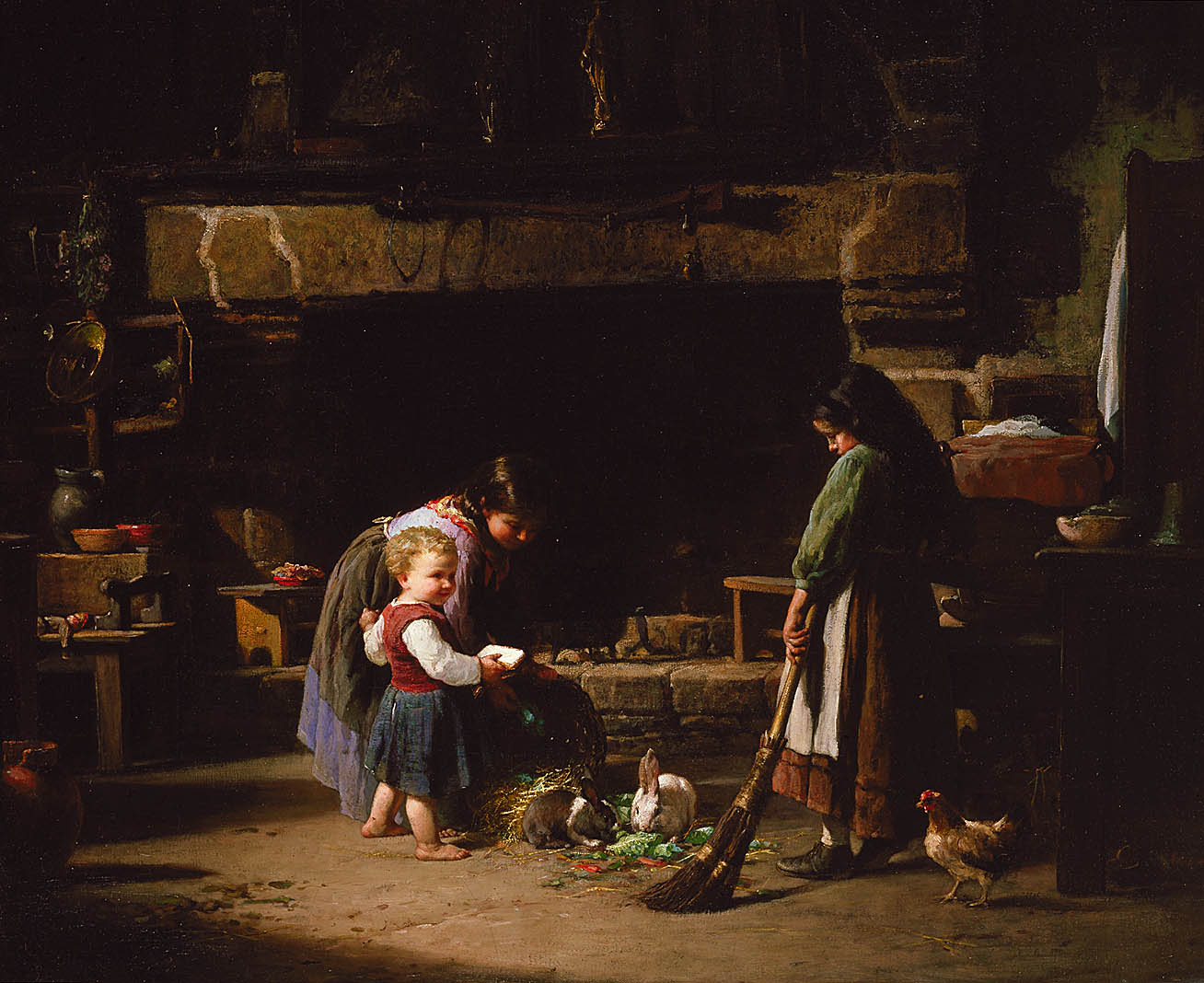
Картина Breton Children Feeding Rabbits, 1878

Родился в 1849 году в Филадельфии, штат Пенсильвания.
Учился в школе квакеров, после чего начал обучение искусству в Пенсильванской академии искусств. Первоначально работал иллюстратором и оформителем в Arch Street Theater. В 1874 году Липпинкотт отправился в Париж в качестве ученика Леона Бонна в школе Societe de Artistes Francais. Здесь провёл восемь лет, выставлялся на Парижском салоне. Жил вместе с другими американскими художниками — Чарльзом Пирсом, Edwin Blashfield и Milne Ramsey.
В 1882 году он вернулся в Соединенные Штаты и организовал собственную студию на Бродвее в Нью-Йорке. В 1883 году художник стал профессором живописи Национальной академии дизайна и регулярно выставлял на американских выставках искусства. В 1885 году он был избран ассоциированным академии, а с 1897 года — полноправным её членом. Также Липпинкотт был членом Американского общества акварелистов, общества Society od American Etchers и ассоциации Century Club.
Уильям Липпинкотт был удостоен почетного упоминания на Панамериканской выставке в Буффало в 1901 году и бронзовой медали на Всемирной выставке в Сент-Луисе в 1904 году.

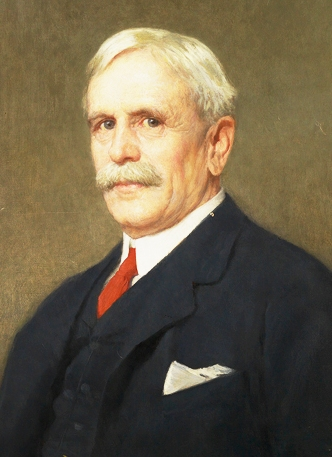
Портрет Уильяма Мида, 1910

Умер в 1920 году в Нью-Йорке.